# Primera División de Costa Rica
La Primera División de Costa Rica, también conocida como Fútbol de Primera División (FPD por sus siglas) y Liga Promerica por motivos de patrocinio, pertenece a la Unión de Clubes de Fútbol de la Primera División (o UNAFUT su nombre abreviado), es una asociación deportiva sin fines de lucro que nace en el año de 1999 ante la necesidad de brindar un impulso a nuevas ligas y modalidades de fútbol en Costa Rica. Es la máxima categoría del fútbol costarricense, según el Sistema de ligas de fútbol de Costa Rica.
Está ubicada en el puesto 37 a nivel mundial según la IFFHS, lo que la sitúa como la tercera mejor liga de Concacaf.
Por motivos de patrocinio se llama Liga Promerica a partir de la temporada 2019-20; cuenta con 12 clubes y actualmente, se juega bajo el sistema de torneos cortos llamados: Torneo de Apertura (de julio a diciembre) y Torneo de Clausura (de enero a mayo).

## Historia

### Fundación
En el año de 1999 se reestructuró totalmente la Federación Costarricense de Fútbol, la cual había sido fundada en 1921 por un grupo de clubes (entre ellos Alajuelense, Cartaginés, Herediano, La Libertad, Sociedad Gimnástica Española y Sociedad Gimnástica Limonense) y nacen varias ligas.
A partir de ese momento se crea la Liga de Primera División, Segunda División, Fútbol Aficionado, Fútbol Femenino, Fútbol Sala y Fútbol Playa. Todas ellas conforman lo que se conoce hoy como la Asamblea de la Federación Costarricense de Fútbol, que dirige un Comité Ejecutivo.

### Función
Es así como nace la UNAFUT, que se encarga principalmente de organizar y administrar el Campeonato actual de Primera División, Alto Rendimiento y Juvenil Especial. Entre sus principales funciones está: promover y desarrollar la práctica del fútbol en todo el territorio nacional y en especial entre sus asociados, en competencias deportivas a nivel nacional o internacional, así como promover la organización de actividades deportivas a nivel nacional, sean o no oficiales.

## Sistema de competición

### Primera fase
Los equipos participantes formarán un solo grupo de diez equipos. Es decir, en total 18 jornadas, formada de 9 partidos de ida y 9 de vuelta, repartidos entre todas jornadas. Una vez finalizadas las 18 jornadas de la  primera fase del Campeonato, el certamen iniciará una nueva instancia final, las semifinales y la final de la segunda fase y una posible gran final.

### Segunda fase

#### Semifinales
Fase en donde clasificaran los primeros 4 equipos de la fase regular, esta fase la disputará el ganador 1 vs. 4 y 2 vs. 3. Cerrarán como locales los primeros dos equipos de la tabla de posiciones de la fase regular.

#### Final de segunda fase
La disputan los dos ganadores de la serie semifinal, jugarán una final a visita recíproca. Cerrará como local el equipo que haya estado mejor ubicado en la tabla de posiciones de la fase regular.
- Procedimientos de Desempate: Semifinales y finales:

Si ambos equipos tienen el mismo número de goles acumulados al final del tiempo reglamentario del partido de vuelta, el criterio de desempate será determinado del siguiente modo:
1. Mayor número de goles de diferencia marcados durante el tiempo reglamentario de los dos partidos.
2. Si aún hay empate, se jugará una prórroga.
3. Si la prórroga termina empatada se ejecutarán lanzamientos desde el punto de penal.

### Gran final
La podrían disputar el ganador de la Fase Regular (líder 18 jornadas) contra el ganador de la Fase Final, a visita recíproca y cerrará como local el equipo mejor ubicado en la tabla general acumulada que se obtendrá de la sumatoria de la Fase Regular. Si el ganador de la Fase Regular es el mismo de la Fase Final, automáticamente obtendrá el título de Campeón Nacional. En este caso, el subcampeón será el equipo que más puntos tenga en la Tabla General Acumulada.
- Procedimientos de Desempate: Gran Final

1. Si aún hay empate, se jugará una prórroga.
2. Si la prórroga termina empatada se ejecutarán lanzamientos desde el punto de penal.

## Trofeo

Desde su implementación en el Verano 2012, el trofeo de campeón cuenta con 32 pulgadas de altura, mientras que su diámetro es de 12. Tiene como características el balón de fútbol en la parte superior y los detalles en el cuerpo, ambos fabricados con oro; estos dos son sostenidos por una barra hecha de plata y su base es escalonada, realizada con el metal dorado. El título de subcampeón mide 30 pulgadas de alto y 9.5 de diámetro, totalmente de plata. Los dos premios son de manufactura italiana. Además, los finalistas reciben las respectivas medallas, de oro para el campeón y de plata para el subcampeón. Estas últimas son importadas de Estados Unidos, tienen medidas de 5 centímetros de diámetro y 3 milímetros de grosor. La inversión de todos estos elementos es de $5000.

## Los cuatro grandes del fútbol costarricense
A lo largo de la historia del fútbol de Costa Rica, muchos equipos han acaparado el interés general de la afición futbolista, la dinámica institucional de la competencia, el surgimiento y declive de equipos y otros factores externos han dado como resultado que desde el inicio en 1921, los equipos de las cuatro principales ciudades del Valle Central del país sean aquellos que gozan con la mayor concentración de aficionados y socios. Los clubes llamados grandes en el fútbol costarricense son Deportivo Saprissa, Liga Deportiva Alajuelense, Club Sport Herediano y Club Sport Cartaginés.
De los clubes que corresponden a los cuatro equipos tradicionales, los primeros en ganarse el galardón como grandes fueron Herediano, Alajuelense y Cartaginés, como parte de los clubes fundadores del fútbol en Costa Rica desde 1921. De ellos, Alajuelense y Herediano nunca ha dejado de pertenecer a la Primera División, siempre han llegado a ser protagonistas, su fama, popularidad y rivalidad se les adjudicó ese nombramiento; años después llegaron los saprissistas y sus excepcionales actuaciones lograron ser protagonistas en el balompié nacional y sumarse a los tres ya mencionados como los equipos más grandes, inclusive llegando a superarlos al obtener más campeonatos nacionales a pesar de ser el equipo más “joven” de los cuatro, convirtiéndose en el equipo representativo de la Capital del país. 
La rivalidad de estos equipos se ha mantenido y es lo que los hace protagonizar los clásicos más importantes como son el Clásico Nacional, el Clásico del Buen Fútbol, el Clásico Provincial.
Tomando en cuenta encuestas realizadas por diversas instituciones como universidades, medios de comunicación y diversos centros de estudios, destacan en cuanto a popularidad a Saprissa y Alajuelense, aunque Herediano y Cartaginés tienen seguidores en todo el país y son mayoritarios en sus respectivas ciudades y suburbios.

## Equipos participantes
En la temporada 2025-2026 de la Primera División de Costa Rica participarán los siguientes 10 equipos:
| Equipo                          | Ciudad                                            | Estadio                    | Capacidad | Fundación       |
| ------------------------------- | ------------------------------------------------- | -------------------------- | --------- | --------------- |
| Club Sport Cartaginés           | Cartago, Cartago                                  | José Rafael “Fello” Meza   | 13.500    | 1906 (119 años) |
| Liga Deportiva Alajuelense      | Alajuela, Alajuela                                | Alejandro Morera Soto      | 17.895    | 1919 (106 años) |
| Club Sport Herediano            | Heredia, Heredia                                  | Eladio Rosabal Cordero     | 12.000    | 1921 (104 años) |
| Deportivo Saprissa              | San Juan de Tibás, San José                       | Ricardo Saprissa Aymá      | 21.350    | 1935 (90 años)  |
| Guadalupe Fútbol Club           | Guadalupe, San José                               | "Coyella" Fonseca          | 4.500     | 2017 (8 años)   |
| Asociación Deportiva San Carlos | Quesada, Alajuela                                 | Carlos Ugalde              | 4.500     | 1965 (60 años)  |
| Municipal Liberia               | Liberia, Guanacaste                               | Edgardo Baltodano          | 6.500     | 1977 (48 años)  |
| Municipal Pérez Zeledón         | San Isidro de El General, Pérez Zeledón, San José | Municipal de Pérez Zeledón | 3.259     | 1991 (33 años)  |
| Puntarenas Fútbol Club          | Puntarenas, Puntarenas                            | "Lito" Pérez               | 4.105     | 2004 (21 años)  |
| Sporting Football Club          | San José, San José                                | Ernesto Rohrmoser          | 3.000     | 2016 (9 años)   |

## Clásicos
| Nombre                     | Equipos                                                |
| -------------------------- | ------------------------------------------------------ |
| Clásico Antiguo            | Club Sport Herediano vs Club Sport La Libertad         |
| Clásico Nacional           | Deportivo Saprissa vs Liga Deportiva Alajuelense       |
| Clásico Provincial         | Liga Deportiva Alajuelense vs Club Sport Herediano     |
| Clásico de las Metrópolis  | Deportivo Saprissa vs Club Sport Cartaginés            |
| Clásico de la Rivalidad    | Club Sport Herediano vs Club Sport Cartaginés          |
| Segundo Clásico Provincial | Liga Deportiva Alajuelense vs Club Sport Cartaginés    |
| Clásico de La Pampa        | Municipal Liberia vs Asociación Deportiva Guanacasteca |

## Derechos y transmisiones de televisión
Actualmente, los derechos de transmisión televisiva de los 12 equipos de la Primera División, están repartidos entre FUTV y Tigo Sports. Todos juegos pueden ser vistos por el app TD MAX ya que posee las señales de FUTV y Tigo Sports en su catalogo, además en Estados Unidos a la través de la señal de Telecentro se retransmite algunos partidos de FUTV producidos por Repretel. 
Los juegos transmitidos por Tigo Sports también pueden ser vistos en Centroamérica por su señal exclusiva de cada país.
En caso de que hayan dos o más partidos que deban transmitirse en simultáneo por FUTV, uno se transmitirá por este canal y los restantes se transmitirán a través de Teletica o Repretel.
El 6 de enero del 2025 Teletica anuncia que transmitirá los domingos un partido por jornada
El listado está distribuido de la siguiente forma:
| Vínculo=FUTV               |                      |
| -------------------------- | -------------------- |
| Municipal Liberia          | A.D. San Carlos      |
| Club Sport Cartaginés      | Puntarenas FC        |
| Club Sport Herediano       | Sporting Fútbol Club |
| Deportivo Saprissa         |                      |
| Liga Deportiva Alajuelense |                      |
| Guadalupe Fútbol Club      |                      |
| Municipal Pérez Zeledón    |                      |

## Historial

### Campeones por año
Lista de campeones de la Primera División de Costa Rica.
| #                                                     | Temp.   | Campeón                                | Resultado                              | Subcampeón                             | Máximo goleador                                                               | G                                      | Notas                                                                       | Eq.                                    |
| ----------------------------------------------------- | ------- | -------------------------------------- | -------------------------------------- | -------------------------------------- | ----------------------------------------------------------------------------- | -------------------------------------- | --------------------------------------------------------------------------- | -------------------------------------- |
| Campeonato Largo                                      |         |                                        |                                        |                                        |                                                                               |                                        |                                                                             |                                        |
| 1                                                     | 1921    | Herediano (1)                          | -                                      | Gimnástica Española                    | Luis Valerio (Herediano)                                                      | 8                                      | Primer campeón                                                              | 7                                      |
| 2                                                     | 1922    | Herediano (2)                          | -                                      | La Libertad                            | Claudio Arguedas (Herediano)                                                  | 7                                      | Primer bicampeón                                                            | 5                                      |
| 3                                                     | 1923    | Cartaginés (1)                         | -                                      | La Libertad                            | Salvador Tabash (La Libertad)                                                 | 9                                      | -                                                                           | 6                                      |
| 4                                                     | 1924    | Herediano (3)                          | -                                      | Cartaginés                             | José Croceri (Cartaginés)                                                     | 9                                      | También ganó Copa                                                           | 7                                      |
| 5                                                     | 1925    | La Libertad (1)                        | -                                      | Herediano                              | Claudio Arguedas (Herediano)                                                  | 6                                      | Primer campeón invicto. También ganó Copa                                   | 5                                      |
| 6                                                     | 1926    | La Libertad (2)                        | -                                      | Cartaginés                             | Rafael Madrigal (La Libertad)                                                 | 18                                     | -                                                                           | 7                                      |
| 7                                                     | 1927    | Herediano (4)                          | -                                      | La Libertad                            | Alejandro Morera (Alajuelense)                                                | 11                                     | Campeón invicto                                                             | 5                                      |
| 8                                                     | 1928    | Alajuelense (1)                        | -                                      | Gimnástica Española                    | Alejandro Morera (Alajuelense)                                                | 7                                      | También ganó Copa                                                           | 4                                      |
| 9                                                     | 1929    | La Libertad (3)                        | -                                      | Alajuelense                            | José Joaquín Fonseca (La Libertad)                                            | 6                                      | Campeón invicto. También ganó Copa                                          | 4                                      |
| 10                                                    | 1930    | Herediano (5)                          | 4–2                                    | Gimnástica Española                    | Alejandro Morera (Alajuelense)                                                | 10                                     | Primera final en Primera División                                           | 6                                      |
| 11                                                    | 1931    | Herediano (6)                          | -                                      | Orión                                  | Roberto Calderón (La Libertad)                                                | 7                                      | -                                                                           | 5                                      |
| 12                                                    | 1932    | Herediano (7)                          | -                                      | Orión                                  | Hernán Bolaños (Orión)                                                        | 14                                     | Primer tricampeón                                                           | 8                                      |
| 13                                                    | 1933    | Herediano (8)                          | -                                      | Gimnástica Española                    | Rafael Madrigal (La Libertad)                                                 | 16                                     | Primer tetracampeón                                                         | 8                                      |
| 14                                                    | 1934    | La Libertad (4)                        | 1–1, 5–5, 1–0                          | Alajuela Junior                        | Jorge Quesada (La Libertad)                                                   | 10                                     | También ganó Copa. El rival no se presentó                                  | 8                                      |
| 15                                                    | 1935    | Herediano (9)                          | -                                      | Alajuela Junior                        | Manuel Zamora (Herediano                                                      | 6                                      | También ganó Copa                                                           | 7                                      |
| 16                                                    | 1936    | Cartaginés (2)                         | 1–1, 2–2, 1–0                          | La Libertad                            | Emanuel Amador (La Libertad)                                                  | 18                                     | -                                                                           | 7                                      |
| 17                                                    | 1937    | Herediano (10)                         | -                                      | Gimnástica Española                    | Manuel Zamora (Herediano)                                                     | 15                                     | -                                                                           | 6                                      |
| 18                                                    | 1938    | Orión (1)                              | -                                      | Gimnástica Española                    | Alfredo Piedra (Orión) José Meza (Cartaginés)                                 | 11                                     | También ganó Copa                                                           | 6                                      |
| 19                                                    | 1939    | Alajuelense (2)                        | -                                      | Herediano                              | Alejandro Morera (Alajuelense)                                                | 23                                     | -                                                                           | 6                                      |
| 20                                                    | 1940    | Cartaginés (3)                         | -                                      | Orión                                  | Rafael Meza (Cartaginés)                                                      | 13                                     | -                                                                           | 6                                      |
| 21                                                    | 1941    | Alajuelense (3)                        | -                                      | La Libertad                            | José Riggioni (Alajuelense) Álvaro Rojas (Alajuelense)                        | 8                                      | Campeón invicto. También ganó Copa                                          | 7                                      |
| 22                                                    | 1942    | La Libertad (5)                        | -                                      | Gimnástica Española                    | Gonzalo Fernández (Gimnástica Española) Fernando Solano (Cartaginés)          | 18                                     | -                                                                           | 7                                      |
| 23                                                    | 1943    | Universidad de Costa Rica (1)          | -                                      | Alajuelense                            | Francisco Zeledón (La Libertad)                                               | 16                                     | -                                                                           | 7                                      |
| 24                                                    | 1944    | Orión (2)                              | -                                      | Herediano                              | Miguel Zeledón (Orión) Fernando Solano (UCR)                                  | 9                                      | Campeón invicto                                                             | 7                                      |
| 25                                                    | 1945    | Alajuelense (4)                        | -                                      | Orión                                  | Walker Rodríguez (Orión)                                                      | 18                                     | -                                                                           | 7                                      |
| 26                                                    | 1946    | La Libertad (6)                        | -                                      | Herediano                              | Miguel Zeledón (La Libertad)                                                  | 6                                      | -                                                                           | 7                                      |
| 27                                                    | 1947    | Herediano (11)                         | 1–2, 7–0, 2–0                          | La Libertad                            | Eladio Esquivel (Herediano)                                                   | 16                                     | También ganó Copa                                                           | 7                                      |
| 28                                                    | 1948    | Herediano (12)                         | -                                      | Alajuelense                            | Virgilio Muñoz (Herediano)                                                    | 11                                     | -                                                                           | 7                                      |
| 29                                                    | 1949    | Alajuelense (5)                        | -                                      | Orión                                  | Francisco Zeledón (Alajuelense)                                               | 19                                     | También ganó Copa                                                           | 8                                      |
| 30                                                    | 1950    | Alajuelense (6)                        | -                                      | Saprissa                               | Alberto Armijo (UCR)                                                          | 25                                     | -                                                                           | 9                                      |
| 31                                                    | 1951    | Herediano (13)                         | -                                      | Orión                                  | Alexis Goñi (Cartaginés) Jaime Meza (Cartaginés) Marco Ovares (Herediano)     | 17                                     | -                                                                           | 10                                     |
| 32                                                    | 1952    | Saprissa (1)                           | -                                      | Alajuelense                            | Jaime Meza (Cartaginés) Rafael Meza (Cartaginés) José Zeledón (Orión)         | 7                                      | Campeón invicto                                                             | 10                                     |
| 33                                                    | 1953    | Saprissa (2)                           | -                                      | Herediano                              | Rodolfo Herrera (Saprissa)                                                    | 13                                     | -                                                                           | 10                                     |
| 34                                                    | 1954    | No hubo campeonato, declarado desierto | No hubo campeonato, declarado desierto | No hubo campeonato, declarado desierto | No hubo campeonato, declarado desierto                                        | No hubo campeonato, declarado desierto | No hubo campeonato, declarado desierto                                      | No hubo campeonato, declarado desierto |
| 35                                                    | 1955    | Herediano (14)                         | -                                      | Saprissa                               | Mardoqueo González (La Libertad)                                              | 16                                     | Primer campeón profesional de Costa Rica. También ganó Copa                 | 10                                     |
| 36                                                    | 1956    | No hubo campeonato, declarado desierto | No hubo campeonato, declarado desierto | No hubo campeonato, declarado desierto | No hubo campeonato, declarado desierto                                        | No hubo campeonato, declarado desierto | No hubo campeonato, declarado desierto                                      | No hubo campeonato, declarado desierto |
| 37                                                    | 1957    | Saprissa (3)                           | -                                      | Alajuelense                            | Juan Soto (Alajuelense)                                                       | 12                                     | -                                                                           | 8                                      |
| 38                                                    | 1958    | Alajuelense (7)                        | -                                      | Saprissa                               | José Luis Soto (Alajuelense)                                                  | 21                                     | -                                                                           | 8                                      |
| 39                                                    | 1959    | Alajuelense (8)                        | -                                      | Saprissa                               | Juan Ulloa Ramírez (Alajuelense)                                              | 17                                     | -                                                                           | 8                                      |
| 40                                                    | 1960    | Alajuelense (9)                        | -                                      | Herediano                              | Juan Ulloa Ramírez (Alajuelense)                                              | 19                                     | -                                                                           | 8                                      |
| 41                                                    | 1961-A  | Herediano (15)                         | -                                      | Saprissa                               | Alberto Armijo (Cartaginés)                                                   | 16                                     | También ganó Copa                                                           | 5                                      |
| 42                                                    | 1961-F  | Carmelita (1)                          | -                                      | CS Uruguay                             | José Soto (Carmelita) Jorge Bolaños (Carmelita) Eduardo Meléndez (CS Uruguay) | 2                                      | Campeón invicto                                                             | 3                                      |
| 43                                                    | 1962    | Saprissa (4)                           | -                                      | Alajuelense                            | Jorge Monge (Saprissa) Rubén Jiménez (Saprissa)                               | 12                                     | -                                                                           | 6                                      |
| 44                                                    | 1963    | CS Uruguay (1)                         | -                                      | Saprissa                               | Guillermo Elizondo (CS Uruguay)                                               | 16                                     | -                                                                           | 6                                      |
| 45                                                    | 1964    | Saprissa (5)                           | -                                      | Orión                                  | Errol Daniels (Alajuelense)                                                   | 24                                     | -                                                                           | 9                                      |
| 46                                                    | 1965    | Saprissa (6)                           | -                                      | Alajuelense                            | Errol Daniels (Alajuelense)                                                   | 31                                     | -                                                                           | 10                                     |
| 47                                                    | 1966    | Alajuelense (10)                       | 1–0, 1–1                               | Saprissa                               | Errol Daniels (Alajuelense) Juan Ulloa Ramírez (San Carlos)                   | 30                                     | -                                                                           | 10                                     |
| 48                                                    | 1967    | Saprissa (7)                           | -                                      | Alajuelense                            | Errol Daniels (Alajuelense)                                                   | 41                                     | -                                                                           | 10                                     |
| 49                                                    | 1968    | Saprissa (8)                           | -                                      | Cartaginés                             | Errol Daniels (Alajuelense) Eduardo Chavarría (Saprissa)                      | 23                                     | -                                                                           | 10                                     |
| 50                                                    | 1969    | Saprissa (9)                           | -                                      | Alajuelense                            | Roy Sáenz (Alajuelense)                                                       | 23                                     | -                                                                           | 10                                     |
| 51                                                    | 1970    | Alajuelense (11)                       | -                                      | Saprissa                               | Errol Daniels (Alajuelense)                                                   | 25                                     | -                                                                           | 9                                      |
| 52                                                    | 1971    | Alajuelense (12)                       | 2–1, 3–5 (3:1 p.)                      | Saprissa                               | Roy Sáenz (Alajuelense)                                                       | 29                                     | -                                                                           | 8                                      |
| 53                                                    | 1972    | Saprissa (10)                          | -                                      | Alajuelense                            | Odir Jacques (Deportivo Saprissa)                                             | 18                                     | También ganó Copa y Copa Fraternidad Centroamericana                        | 8                                      |
| 54                                                    | 1973    | Saprissa (11)                          | -                                      | Cartaginés                             | Leonel Hernández (Cartaginés)                                                 | 16                                     | También ganó Copa Fraternidad Centroamericana                               | 8                                      |
| 55                                                    | 1974    | Saprissa (12)                          | -                                      | Herediano                              | Fernando Montero (Herediano)                                                  | 19                                     | -                                                                           | 8                                      |
| 56                                                    | 1975    | Saprissa (13)                          | -                                      | Cartaginés                             | Oscar Cordero (Alajuelense)                                                   | 17                                     | -                                                                           | 9                                      |
| 57                                                    | 1976    | Saprissa (14)                          | -                                      | Deportivo México                       | Carlos Solano (Saprissa)                                                      | 24                                     | También ganó Supercopa. Primer pentacampeón                                 | 10                                     |
| 58                                                    | 1977    | Saprissa (15)                          | 0–0, 2–0                               | Cartaginés                             | Miguel Mansilla (Saprissa)                                                    | 25                                     | Primer y único hexacampeón                                                  | 12                                     |
| 59                                                    | 1978    | Herediano (16)                         | 2–0, 2–1                               | M. Puntarenas                          | Gerardo Gutiérrez (Puntarenas)                                                | 23                                     | -                                                                           | 9                                      |
| 60                                                    | 1979    | Herediano (17)                         | 2–2, 3–0                               | Cartaginés                             | Howard Rooper (Limonense) Carlos Izquierdo (Turrialba)                        | 13                                     | -                                                                           | 10                                     |
| 61                                                    | 1980    | Alajuelense (13)                       | 1–0, 1–0                               | Herediano                              | Carlos Torres (Alajuelense)                                                   | 13                                     | -                                                                           | 10                                     |
| 62                                                    | 1981    | Herediano (18)                         | 4–1, 1–2                               | Limonense                              | Evaristo Coronado (Saprissa)                                                  | 23                                     | -                                                                           | 10                                     |
| 63                                                    | 1982    | Saprissa (16)                          | 0–0, 1–0                               | M.Puntarenas                           | Guillermo Guardia (Saprissa)                                                  | 20                                     | -                                                                           | 10                                     |
| 64                                                    | 1983    | Alajuelense (14)                       | -                                      | M.Puntarenas                           | Juan Chacón (San Carlos)                                                      | 17                                     | -                                                                           | 10                                     |
| 65                                                    | 1984    | Alajuelense (15)                       | -                                      | Saprissa                               | Jorge Ulate (Alajuelense)                                                     | 17                                     | -                                                                           | 10                                     |
| 66                                                    | 1985    | Herediano (19)                         | 1–0, 1–0                               | Alajuelense                            | Jorge Ulate (Alajuelense)                                                     | 21                                     | -                                                                           | 10                                     |
| 67                                                    | 1986    | M. Puntarenas (1)                      | 2–1, 1–1                               | Alajuelense                            | Leonidas Flores (Puntarenas)                                                  | 18                                     | -                                                                           | 10                                     |
| 68                                                    | 1987    | Herediano (20)                         | 2–1, 1–1                               | Cartaginés                             | Claudio Jara (Herediano)                                                      | 19                                     | -                                                                           | 10                                     |
| 69                                                    | 1988    | Saprissa (17)                          | -                                      | Herediano                              | Evaristo Coronado (Saprissa)                                                  | 19                                     | -                                                                           | 10                                     |
| 70                                                    | 1989    | Saprissa (18)                          | -                                      | Alajuelense                            | Érick Rodríguez (CS Uruguay)                                                  | 14                                     | -                                                                           | 10                                     |
| 71                                                    | 1990    | No hubo campeonato, declarado desierto | No hubo campeonato, declarado desierto | No hubo campeonato, declarado desierto | No hubo campeonato, declarado desierto                                        | No hubo campeonato, declarado desierto | No hubo campeonato, declarado desierto                                      | No hubo campeonato, declarado desierto |
| 72                                                    | 1991    | Alajuelense (16)                       | 2–1, 1–0                               | Saprissa                               | Adonis Hilario (Saprissa)                                                     | 26                                     | -                                                                           | 12                                     |
| 73                                                    | 1992    | Alajuelense (17)                       | 0–0, 1–0                               | Saprissa                               | Javier Astúa (Puntarenas)                                                     | 15                                     | -                                                                           | 12                                     |
| 74                                                    | 1992-93 | Herediano (21)                         | 2–0, 0–0                               | Cartaginés                             | Nildeson da Silva (Herediano)                                                 | 21                                     | -                                                                           | 12                                     |
| 75                                                    | 1993-94 | Saprissa (19)                          | 2–0, 1–2                               | Alajuelense                            | Javier Astúa (Puntarenas)                                                     | 21                                     | -                                                                           | 12                                     |
| 76                                                    | 1994-95 | Saprissa (20)                          | 3–1, 0–1                               | Alajuelense                            | Juan Arguedas (Alajuelense)                                                   | 28                                     | También ganó Copa de Campeones de la Concacaf                               | 12                                     |
| 77                                                    | 1995-96 | Alajuelense (18)                       | 3–1, 1–1                               | Cartaginés                             | Rónald Gómez (Alajuelense)                                                    | 27                                     | También ganó Torneo Grandes de Centroamérica                                | 12                                     |
| 78                                                    | 1996-97 | Alajuelense (19)                       | 3–2, 1–1                               | Saprissa                               | Allan Oviedo (Herediano)                                                      | 26                                     | -                                                                           | 12                                     |
| Campeonato Largo con modalidad de Apertura - Clausura |         |                                        |                                        |                                        |                                                                               |                                        |                                                                             |                                        |
| 79                                                    | 1997-98 | Saprissa (21)                          | 2–1, 0–0                               | Alajuelense                            | Alejandro Larrea (Saprissa)                                                   | 20                                     | También ganó Torneo Grandes de Centroamérica                                | 12                                     |
| 80                                                    | 1998-99 | Saprissa (22)                          | -                                      | Alajuelense                            | Josef Miso (Alajuelense) Adrián Mahía (Saprissa)                              | 21                                     | -                                                                           | 12                                     |
| 81                                                    | 1999-00 | Alajuelense (20)                       | -                                      | Saprissa                               | Juan Arguedas (Carmelita)                                                     | 23                                     | -                                                                           | 12                                     |
| 82                                                    | 2000-01 | Alajuelense (21)                       | -                                      | Herediano                              | Minor Díaz (Herediano)                                                        | 21                                     | -                                                                           | 12                                     |
| 83                                                    | 2001-02 | Alajuelense (22)                       | 2–2, 4–0                               | Santos de Guápiles                     | Johnny Cubero (San Carlos)                                                    | 19                                     | También ganó Copa Interclubes de la Uncaf                                   | 12                                     |
| 84                                                    | 2002-03 | Alajuelense (23)                       | -                                      | Saprissa                               | Claudio Ciccia (Cartaginés)                                                   | 41                                     | -                                                                           | 12                                     |
| 85                                                    | 2003-04 | Saprissa (23)                          | 1–1, 2–1                               | Herediano                              | Álvaro Saborío (Saprissa)                                                     | 25                                     | -                                                                           | 12                                     |
| 86                                                    | 2004-05 | Alajuelense (24)                       | 3–1, 1–0                               | Pérez Zeledón                          | Randall Brenes (Cartaginés)                                                   | 16                                     | También ganó Copa Interclubes de la Uncaf. Última final en campeonato largo | 12                                     |
| 87                                                    | 2005-06 | Saprissa (24)                          | -                                      | Puntarenas FC                          | Kurt Bernard (Puntarenas)                                                     | 22                                     |                                                                             | 12                                     |
| 88                                                    | 2006-07 | Saprissa (25)                          | -                                      | Alajuelense                            | Alonso Solís (Saprissa)                                                       | 16                                     | Último campeonato largo                                                     | 12                                     |

#### Campeonatos cortos
| #                | Temp.   | Campeón           | Resultado         | Subcampeón         | Líder Clasificación. | Líder General.  | Máximo goleador                                                                 | G  | Notas                                 | Eq. |
| ---------------- | ------- | ----------------- | ----------------- | ------------------ | -------------------- | --------------- | ------------------------------------------------------------------------------- | -- | ------------------------------------- | --- |
| Campeonato Corto |         |                   |                   |                    |                      |                 |                                                                                 |    |                                       |     |
| 89               | I. 2007 | Saprissa (26)     | 2–0, 2–2          | Herediano          | Saprissa (1)         | Saprissa (1)    | Víctor Núñez (Alajuelense)                                                      | 11 | Primer campeonato corto               | 12  |
| 90               | V. 2008 | Saprissa (27)     | 1–0, 1–0          | Alajuelense        | Alajuelense (1)      | Saprissa (1)    | Alejandro Alpízar (Saprissa)                                                    | 13 | Primer bicampeón en torneos cortos    | 12  |
| 91               | I. 2008 | Saprissa (28)     | 0–2, 3–0          | Alajuelense        | Saprissa (2)         | Saprissa (2)    | Víctor Núñez (Liberia)                                                          | 12 | Primer tricampeón en torneos cortos   | 12  |
| 92               | V. 2009 | Liberia (1)       | 0–0, 3–0          | Herediano          | Saprissa (3)         | Saprissa (2)    | Mario Camacho (Puntarenas FC) Andy Herron (Herediano)                           | 10 | -                                     | 12  |
| 93               | I. 2009 | Brujas (1)        | 0–0, 1–1 (5:4 p.) | Puntarenas FC      | Herediano (1)        | Saprissa (3)    | Víctor Núñez (Liberia)                                                          | 10 | -                                     | 12  |
| 94               | V. 2010 | Saprissa (29)     | 4–2, 3–0          | San Carlos         | Saprissa (4)         | Saprissa (3)    | Alejandro Sequeira (Saprissa)                                                   | 11 | -                                     | 12  |
| 95               | I. 2010 | Alajuelense (25)  | 0–0, 1–1 (4:3 p.) | Herediano          | Alajuelense (2)      | Alajuelense (1) | Randall Brenes (Cartaginés) Éver Alfaro (Pérez Zeledón)                         | 10 | -                                     | 12  |
| 96               | V. 2011 | Alajuelense (26)  | 1–0, 1–0          | San Carlos         | Saprissa (5)         | Alajuelense (1) | Minor Díaz (UCR)                                                                | 12 | -                                     | 12  |
| 97               | I. 2011 | Alajuelense (27)  | 1–1, 1–1 (6:5 p.) | Herediano          | Herediano (2)        | Herediano (1)   | Randall Brenes (Cartaginés)                                                     | 13 | -                                     | 11  |
| 98               | V. 2012 | Herediano (22)    | 4–2, 2–1          | Santos de Guápiles | Pérez Zeledón (1)    | Herediano (1)   | José Cancela (Herediano) Cristhian Lagos (Santos)                               | 10 | -                                     | 11  |
| 99               | I. 2012 | Alajuelense (28)  | 2–1, 1–1          | Herediano          | Alajuelense (3)      | Saprissa (4)    | Cristhian Lagos (Santos)                                                        | 18 | También ganó Supercopa                | 12  |
| 100              | V. 2013 | Herediano (23)    | 1–3, 3–1 (5:4 p.) | Cartaginés         | Herediano (3)        | Saprissa (4)    | Víctor Núñez (Herediano)                                                        | 13 | -                                     | 12  |
| 101              | I. 2013 | Alajuelense (29)  | 0–0, 0–0 (5:3 p.) | Herediano          | Herediano (4)        | Herediano (2)   | Cristhian Lagos (Santos)                                                        | 13 | -                                     | 12  |
| 102              | V. 2014 | Saprissa (30)     | 0–0, 1–0          | Alajuelense        | Saprissa (6)         | Herediano (2)   | Fabrizio Ronchetti (Pérez Zeledón) Lucas Gómez (UCR) Jonathan Moya (CS Uruguay) | 10 | -                                     | 12  |
| 103              | I. 2014 | Saprissa (31)     | 4–2, 1–1          | Herediano          | Alajuelense (4)      | Alajuelense (2) | Yendrick Ruíz (Herediano)                                                       | 15 | -                                     | 12  |
| 104              | V. 2015 | Herediano (24)    | 1–1, 2–2 (3:2 p.) | Alajuelense        | Saprissa (7)         | Alajuelense (2) | Jonathan McDonald (Alajuelense)                                                 | 19 | -                                     | 12  |
| 105              | I. 2015 | Saprissa (32)     | 2–0, 2–1          | Alajuelense        | Alajuelense (5)      | Herediano (3)   | Ariel Rodríguez (Saprissa)                                                      | 20 | -                                     | 12  |
| 106              | V. 2016 | Herediano (25)    | 1–0, 2–0          | Alajuelense        | Herediano (5)        | Herediano (3)   | José Ortiz (Alajuelense) Yendrick Ruiz (Herediano) José Cordero (Belén)         | 11 | -                                     | 12  |
| 107              | I. 2016 | Saprissa (33)     | -                 | Herediano          | Saprissa (8)         | Saprissa (5)    | Yendrick Ruiz (Herediano)                                                       | 13 | -                                     | 12  |
| 108              | V. 2017 | Herediano (26)    | 3–0, 2–0          | Saprissa           | Saprissa (9)         | Saprissa (5)    | Erick Scott (Limón)                                                             | 22 | -                                     | 12  |
| 109              | A. 2017 | Pérez Zeledón (1) | 1–0, 0–0          | Herediano          | Herediano (6)        | Herediano (4)   | Jonathan McDonald (Alajuelense)                                                 | 15 | -                                     | 12  |
| 110              | C. 2018 | Saprissa (34)     | 1–1, 0–0 (4:3 p.) | Herediano          | Herediano (7)        | Herediano (4)   | Roger Rojas (Alajuelense)                                                       | 20 | -                                     | 12  |
| 111              | A. 2018 | Herediano (27)    | 2–2, 3–2          | Saprissa           | Saprissa (10)        | Saprissa (6)    | Álvaro Saborío (San Carlos)                                                     | 16 | También ganó Liga Concacaf            | 12  |
| 112              | C. 2019 | San Carlos (1)    | -                 | Saprissa           | San Carlos (1)       | Saprissa (6)    | Álvaro Saborío (San Carlos)                                                     | 12 | -                                     | 12  |
| 113              | A. 2019 | Herediano (28)    | 1–0, 1–2 (5:4 p.) | Alajuelense        | Alajuelense (6)      | Alajuelense (3) | Álvaro Saborío (San Carlos)                                                     | 13 | -                                     | 12  |
| 114              | C. 2020 | Saprissa (35)     | -                 | Alajuelense        | Saprissa (11)        | Alajuelense (3) | Christian Bolaños (Saprissa)                                                    | 18 | -                                     | 12  |
| 115              | A. 2020 | Alajuelense (30)  | -                 | Herediano          | Alajuelense (7)      | Alajuelense (4) | Marcel Hernández (Cartaginés)                                                   | 13 | También ganó Liga Concacaf            | 12  |
| 116              | C. 2021 | Saprissa (36)     | 3-2, 1-0          | Herediano          | Alajuelense (8)      | Alajuelense (4) | Javon East (Santos) Johan Venegas (Alajuelense)                                 | 13 | También ganó Supercopa                | 12  |
| 117              | A. 2021 | Herediano (29)    | 1-0, 3-2          | Saprissa           | Herediano (8)        | Alajuelense (5) | Yendrick Ruiz (Herediano)                                                       | 10 |                                       | 12  |
| 118              | C. 2022 | Cartaginés (4)    | 1-0, 1-1          | Alajuelense        | Alajuelense (9)      | Alajuelense (5) | Marcel Hernández (Cartaginés)                                                   | 16 | También ganó Copa.                    | 12  |
| 119              | A. 2022 | Saprissa (37)     | 2-0, 0-1          | Herediano          | Herediano (9)        | Saprissa (7)    | Fernando Lesme (Grecia)                                                         | 8  |                                       | 12  |
| 120              | C. 2023 | Saprissa (38)     | 0-1, 3-1          | Alajuelense        | Saprissa (12)        | Saprissa (7)    | Johan Venegas (Alajuelense)                                                     | 16 |                                       | 12  |
| 121              | A. 2023 | Saprissa (39)     | -                 | Herediano          | Saprissa (13)        | Saprissa (8)    | José de Jesús Godínez (Herediano)                                               | 14 | También ganó Supercopa y Recopa       | 12  |
| 122              | C. 2024 | Saprissa (40)     | -                 | Alajuelense        | Saprissa (14)        | Saprissa (8)    | Steven Cárdenas (Sporting F.C.)                                                 | 13 | Primer tetracampeón en torneos cortos | 12  |
| 123              | A. 2024 | Herediano (30)    | 2-0, 1-2          | Alajuelense        | Alajuelense (10)     | Alajuelense (6) | Javon East (Saprissa) Marcel Hernández (Herediano)                              | 10 | También ganó Supercopa                | 12  |
| 124              | C. 2025 | Herediano (31)    | 0-0, 1-0          | Alajuelense        | Herediano (10)       | Alajuelense (6) | Emanuel Casado (Santa Ana)                                                      | 9  |                                       | 12  |

1. En 1934 se declaró campeón al C. S. La Libertad a pesar de no disputarse el último encuentro de la final, debido a que el Alajuela Jr. no se presentó por motivo de duelo ante la muerte de uno de sus jugadores.[20]
2. En 1961 se disputaron 2 campeonatos de forma simultánea, sin embargo ambos fueron declarados oficiales.[21][22][23]
3. El resultado corresponde a finales por Campeonato Nacional, no incluye finales de segunda ronda u otras fases que involucren la consecución indirecta por el título.

## Títulos por club
| Club                            | Campeón | Subcampeón | División                       | Años campeón |
| ------------------------------- | ------- | ---------- | ------------------------------ | --- |
| Deportivo Saprissa              | 40      | 19         | Primera División de Costa Rica | 1952, 1953, 1957, 1962, 1964, 1965, 1967, 1968, 1969, 1972, 1973, 1974, 1975, 1976, 1977, 1982, 1988, 1989, 1993-94, 1994-95, 1997-98, 1998-99, 2003-04, 2005-06, 2006-07, Invierno 2007, Verano 2008, Invierno 2008, Verano 2010, Verano JPS 2014, Invierno JPS 2014, Invierno Banco Popular 2015, Banco Popular Invierno 2016, Banco Popular Clausura 2018, Clausura 2020, Clausura 2021, Apertura 2022, Clausura 2023, Apertura 2023, Clausura 2024. (Récord) |
| C. S. Herediano                 | 31      | 25         | Primera División de Costa Rica | 1921, 1922, 1924, 1927, 1930, 1931, 1932, 1933, 1935, 1937, 1947, 1948, 1951, 1955, 1961 Asofutbol, 1978, 1979, 1981, 1985, 1987, 1992-1993, Verano 2012, Verano 2013, Verano 2015, Verano 2016, Verano 2017, Apertura 2018, Apertura 2019, Apertura 2021, Apertura 2024, Clausura 2025. |
| L. D. Alajuelense               | 30      | 31         | Primera División de Costa Rica | 1928, 1939, 1941, 1945, 1949, 1950, 1958, 1959, 1960, 1966, 1970, 1971, 1980, 1983, 1984, 1991, 1992, 1995-1996, 1996-1997, 1999–2000, 2000-2001, 2001-2002, 2002-2003, 2004-2005, Invierno 2010, Verano 2011, Invierno 2011, Invierno 2012, Invierno 2013, Apertura 2020. |
| C. S. La Libertad               | 6       | 6          | Desaparecido                   | 1925, 1926, 1929, 1934, 1942, 1946. |
| C. S. Cartaginés                | 4       | 11         | Primera División de Costa Rica | 1923, 1936, 1940, Clausura 2022. |
| Orión F. C.                     | 2       | 7          | Tercera División de Costa Rica | 1938, 1944. |
| A. D. Municipal Puntarenas      | 1       | 3          | Desaparecido                   | 1986. |
| A. D. San Carlos                | 1       | 2          | Primera División de Costa Rica | Clausura 2019. |
| C. S. Uruguay de Coronado       | 1       | 1          | Segunda División de Costa Rica | 1963. |
| A. D. Municipal Pérez Zeledón   | 1       | 1          | Primera División de Costa Rica | Apertura 2017. |
| C. F. Universidad de Costa Rica | 1       |            | Tercera División de Costa Rica | 1943. |
| A. D. Carmelita                 | 1       |            | Segunda División de Costa Rica | 1961 FEDEFUTBOL. |
| A. D. Municipal Liberia         | 1       |            | Primera División de Costa Rica | Verano 2009. |
| Brujas F. C.                    | 1       |            | Desaparecido                   | Invierno 2009. |
| Sociedad Gimnástica Española    |         | 7          | Desaparecido                   | |
| C. D. Alajuela Junior           |         | 2          | Desaparecido                   | |
| Puntarenas F. C.                |         | 2          | Primera División de Costa Rica | |
| A. D. Santos de Guápiles        |         | 2          | Primera División de Costa Rica | |
| A. D. Barrio México             |         | 1          | Desaparecido                   | |
| Limón F. C.                     |         | 1          | Desaparecido                   | |

1. El subcampeonato de Limón fue conseguido como A. D. Limonense.[24]

### Títulos por provincia
| Pos. | Provincia  | Campeón | Subcampeón | Clubes | Participantes | Destacados |
| ---- | ---------- | ------- | ---------- | ------ | ------------- | --- |
| 1    | San José   | 52      | 42         | 9      | 25            | Saprissa, La Libertad, Orión, Uruguay, Universidad de Costa Rica, Brujas, Municipal Pérez Zeledón, Gimnástica Española, Barrio México |
| 2    | Alajuela   | 32      | 35         | 4      | 7             | Alajuelense, Carmelita, A.D. San Carlos, Alajuela Junior                                                                              |
| 3    | Heredia    | 31      | 25         | 1      | 3             | Herediano |
| 4    | Cartago    | 4       | 11         | 1      | 5             | Cartaginés |
| 5    | Puntarenas | 1       | 5          | 2      | 4             | Municipal Puntarenas, Puntarenas FC                                                                                                   |
| 6    | Guanacaste | 1       | 0          | 1      | 3             | Municipal Liberia |
| 7    | Limón      | 0       | 3          | 2      | 3             | Santos, Limón |

Corresponde a equipos campeones distribuidos por provincia en el momento de conseguir el título.
En negrita campeones nacionales.

## Estadísticas

### Mejores equipos por década
Detalle de los equipos de la Primera División que han sido los mejores por década, tomando en cuenta los puntos ganados y títulos obtenidos.
| Década                       | Club        | Puntos | Club        | Puntos |
| ---------------------------- | ----------- | ------ | ----------- | ------ |
| Mejores por puntos obtenidos |             |        |             |        |
| 1921-1929                    | La Libertad | 109    | Herediano   | 88     |
| 1930-1939                    | Herediano   | 137    | La Libertad | 118    |
| 1940-1949                    | La Libertad | 132    | Orión       | 128    |
| 1950-1959                    | Saprissa    | 191    | Alajuelense | 190    |
| 1960-1969                    | Saprissa    | 400    | Alajuelense | 374    |
| 1970-1979                    | Saprissa    | 450    | Alajuelense | 400    |
| 1980-1989                    | Alajuelense | 550    | Saprissa    | 520    |
| 1990-1999                    | Alajuelense | 809    | Saprissa    | 745    |
| 2000-2009                    | Saprissa    | 730    | Alajuelense | 721    |
| 2010-2019                    | Herediano   | 932    | Saprissa    | 913    |
| 2020-                        | Saprissa    | 376    | Alajuelense | 368    |

| Década                        | Club                             | Títulos | Club                                        | Títulos |
| ----------------------------- | -------------------------------- | ------- | ------------------------------------------- | ------- |
| Mejores por títulos obtenidos |                                  |         |                                             |         |
| 1921-1929                     | Herediano                        | 4       | La Libertad                                 | 3       |
| 1930-1939                     | Herediano                        | 6       | La Libertad, Cartaginés, Orión, Alajuelense | 1       |
| 1940-1949                     | Alajuelense                      | 3       | La Libertad, Herediano                      | 2       |
| 1950-1959                     | Saprissa, Alajuelense            | 3       | Herediano                                   | 2       |
| 1960-1969                     | Saprissa                         | 6       | Alajuelense                                 | 2       |
| 1970-1979                     | Saprissa                         | 6       | Alajuelense, Herediano                      | 2       |
| 1980-1989                     | Alajuelense, Herediano, Saprissa | 3       | M. Puntarenas                               | 1       |
| 1990-1999                     | Alajuelense, Saprissa            | 4       | Herediano                                   | 1       |
| 2000-2009                     | Saprissa                         | 6       | Alajuelense                                 | 5       |
| 2010-2019                     | Herediano                        | 7       | Saprissa                                    | 6       |
| 2020-                         | Saprissa                         | 6       | Herediano                                   | 3       |

Actualizado al 28 de mayo de 2025.

### Tabla acumulada por club
A continuación la clasificación histórica de los clubes de Primera División de Costa Rica. La tabla está basada en puntos obtenidos en los torneos, para una mejor comprensión los partidos ganados se representan con 3 puntos.
| Pos. | Equipo                        | Primera participación | División Actual | Temporadas | Títulos | PJ   | PG   | PE  | PP  | GF   | GC   | +/-   | Pts  |
| ---- | ----------------------------- | --------------------- | --------------- | ---------- | ------- | ---- | ---- | --- | --- | ---- | ---- | ----- | ---- |
| 1    | L.D. Alajuelense              | 1921                  | 1ª División     | 120        | 30      | 3073 | 1611 | 739 | 723 | 5524 | 3356 | 2168  | 5572 |
| 2    | Deportivo Saprissa            | 1949                  | 1ª División     | 92         | 40      | 2790 | 1501 | 713 | 576 | 5008 | 2714 | 2294  | 5216 |
| 3    | C.S. Herediano                | 1921                  | 1ª División     | 120        | 31      | 3032 | 1412 | 790 | 830 | 5026 | 3608 | 1418  | 5026 |
| 4    | C.S. Cartaginés               | 1921                  | 1ª División     | 109        | 4       | 2783 | 1062 | 780 | 941 | 4013 | 3826 | 187   | 3966 |
| 5    | A.D. San Carlos               | 1966                  | 1ª División     | 59         | 1       | 1755 | 550  | 539 | 666 | 1996 | 2357 | - 361 | 2189 |
| 6    | Limón Fútbol Club             | 1964                  | Desaparecido    | 55         | 0       | 1698 | 468  | 438 | 792 | 1934 | 2747 | - 813 | 1842 |
| 7    | Municipal Pérez Zeledón       | 1992                  | 1ª División     | 52         | 1       | 1410 | 451  | 405 | 554 | 1713 | 1945 | - 232 | 1758 |
| 8    | Municipal Puntarenas          | 1964                  | Desaparecido    | 33         | 1       | 1278 | 443  | 391 | 444 | 1622 | 1637 | - 15  | 1720 |
| 9    | Santos de Guápiles            | 1999                  | 1ª División     | 42         | 0       | 1051 | 348  | 291 | 412 | 1359 | 1497 | - 138 | 1335 |
| 10   | A.D. Ramonense                | 1968                  | 3ª División     | 35         | 0       | 1186 | 315  | 339 | 532 | 1247 | 1808 | - 561 | 1284 |
| 11   | A.D. Carmelita                | 1958                  | 2ª División     | 38         | 1       | 1052 | 284  | 284 | 484 | 1189 | 1617 | - 428 | 1136 |
| 12   | Universidad de Costa Rica     | 1941                  | 3ª División     | 40         | 1       | 768  | 205  | 190 | 373 | 1060 | 1392 | - 332 | 805  |
| 13   | C.S. Uruguay de Coronado      | 1950                  | 2ª División     | 29         | 1       | 699  | 198  | 179 | 322 | 916  | 1189 | - 273 | 773  |
| 14   | Orión Fútbol Club             | 1930                  | 3ª División     | 38         | 2       | 610  | 213  | 129 | 268 | 1186 | 1269 | - 83  | 768  |
| 15   | A.D. Guanacasteca             | 1976                  | 1ª División     | 22         | 0       | 686  | 189  | 206 | 291 | 689  | 944  | - 255 | 773  |
| 16   | A.D. Barrio México            | 1964                  | Desaparecido    | 21         | 0       | 658  | 178  | 182 | 298 | 766  | 1045 | - 279 | 716  |
| 17   | C.S. La Libertad              | 1921                  | Desaparecido    | 36         | 6       | 425  | 195  | 77  | 153 | 960  | 865  | 95    | 662  |
| 18   | A.D.M. Turrialba F.C.         | 1965                  | 2ª División     | 16         | 0       | 606  | 148  | 170 | 288 | 669  | 979  | - 310 | 614  |
| 19   | Puntarenas F.C.               | 2004-05               | 1ª División     | 23         | 0       | 502  | 156  | 150 | 196 | 608  | 704  | - 96  | 618  |
| 20   | Municipal Liberia             | 2001-02               | 1ª División     | 21         | 1       | 538  | 155  | 136 | 247 | 645  | 851  | - 206 | 601  |
| 21   | Gimnástica Española           | 1921                  | Desaparecido    | 39         | 0       | 451  | 161  | 72  | 218 | 877  | 1075 | - 208 | 555  |
| 22   | Belén F.C.                    | 1994-95               | Desaparecido    | 18         | 0       | 498  | 127  | 168 | 203 | 532  | 673  | - 141 | 549  |
| 23   | Brujas F.C.                   | 2004-05               | Desaparecido    | 11         | 1       | 250  | 92   | 70  | 88  | 332  | 320  | 12    | 346  |
| 24   | A.D. Santa Bárbara            | 1997-98               | Desaparecido    | 7          | 0       | 292  | 82   | 92  | 118 | 395  | 466  | - 71  | 338  |
| 25   | Municipal Grecia              | Ap.2017               | 2ª División     | 14         | 0       | 298  | 80   | 79  | 139 | 355  | 481  | - 126 | 319  |
| 26   | Sporting F.C.                 | Ap.2020               | 1ª División     | 10         | 0       | 212  | 75   | 50  | 87  | 268  | 297  | - 29  | 275  |
| 27   | Guadalupe F.C.                | Ap.2017               | 2ª División     | 12         | 0       | 252  | 67   | 72  | 113 | 306  | 405  | - 99  | 273  |
| 28   | A.D. Sagrada Familia          | 1982                  | 3ª División     | 6          | 0       | 232  | 70   | 51  | 111 | 210  | 316  | - 106 | 261  |
| 29   | A.D Municipal Goicoechea      | 1996                  | Desaparecido    | 4          | 0       | 157  | 36   | 46  | 75  | 164  | 265  | - 101 | 154  |
| 30   | A.D Jicaral Sercoba           | Ap. 2019              | 2ª División     | 6          | 0       | 126  | 35   | 45  | 46  | 135  | 169  | - 34  | 150  |
| 31   | A.D. Municipal Osa            | 2000-01               | 3ª División     | 3          | 0       | 126  | 31   | 30  | 65  | 137  | 211  | - 74  | 123  |
| 32   | U.D. Moravia                  | 1926                  | Desaparecido    | 5          | 0       | 76   | 18   | 16  | 42  | 96   | 206  | - 110 | 70   |
| 33   | A.D. Municipal Curridabat     | 1985                  | Desaparecido    | 2          | 0       | 80   | 14   | 22  | 44  | 56   | 130  | - 74  | 64   |
| 34   | C.S. Buenos Aires             | 1932                  | Desaparecido    | 4          | 0       | 43   | 18   | 3   | 22  | 110  | 238  | - 28  | 57   |
| 35   | A.D. Municipal Palmares       | 1991                  | Desaparecido    | 2          | 0       | 71   | 12   | 21  | 38  | 58   | 116  | - 58  | 57   |
| 36   | A.D. San Miguel               | 1980                  | Desaparecido    | 2          | 0       | 63   | 13   | 15  | 35  | 57   | 104  | - 47  | 54   |
| 37   | C.D Alajuela Junior           | 1933                  | Desaparecido    | 4          | 0       | 38   | 14   | 5   | 19  | 98   | 105  | - 7   | 47   |
| 38   | A.D. Generaleña               | 1991                  | Desaparecido    | 1          | 0       | 44   | 12   | 7   | 25  | 40   | 69   | - 29  | 43   |
| 39   | A.D. Santacruceña             | 2006-07               | Desaparecido    | 2          | 0       | 64   | 11   | 10  | 43  | 48   | 106  | - 58  | 43   |
| 40   | AS Puma Generaleña            | Inv. 2014             | Desaparecido    | 2          | 0       | 44   | 9    | 9   | 26  | 45   | 82   | - 37  | 36   |
| 41   | Santa Ana F.C.                | 1993                  | 1ª División     | 2          | 0       | 44   | 7    | 13  | 24  | 44   | 83   | - 39  | 34   |
| 42   | Rohrmoser F.C.                | 1971                  | Desaparecido    | 1          | 0       | 30   | 7    | 9   | 14  | 32   | 47   | - 15  | 30   |
| 43   | C.S.La Unión                  | 1921                  | Desaparecido    | 2          | 0       | 22   | 7    | 2   | 13  | 32   | 45   | - 13  | 23   |
| 44   | C.S.Progreso                  | 1923                  | Desaparecido    | 3          | 0       | 30   | 4    | 4   | 22  | 20   | 64   | - 44  | 16   |
| 45   | A.D. Once Tigres              | 1926                  | Desaparecido    | 1          | 0       | 12   | 4    | 1   | 7   | 25   | 42   | - 17  | 13   |
| 46   | C.S. México                   | 1932                  | Desaparecido    | 3          | 0       | 27   | 4    | 1   | 22  | 33   | 117  | - 84  | 13   |
| 47   | Gimnástica Limonense          | 1921                  | Desaparecido    | 1          | 0       | 11   | 4    | 0   | 7   | 15   | 23   | - 8   | 12   |
| 48   | C.S Costa Rica                | 1924                  | Desaparecido    | 1          | 0       | 12   | 3    | 1   | 8   | 13   | 26   | - 13  | 10   |
| 49   | C.S. Juventud de Mata Redonda | 1927                  | Desaparecido    | 2          | 0       | 14   | 2    | 0   | 12  | 12   | 57   | - 45  | 6    |
| 50   | C.S. Hispano Atlético         | 1932                  | Desaparecido    | 1          | 0       | 14   | 1    | 1   | 12  | 13   | 54   | - 41  | 4    |
| 51   | Corsarios F.C.                | 1930                  | Desaparecido    | 1          | 0       | 10   | 0    | 0   | 10  | 7    | 43   | - 36  | 0    |

En negrita actualmente en Primera División.
Temporadas actualizadas al final del Torneo Apertura 2024.
Partidos actualizados al 30 de diciembre de 2024, desde el inicio del torneo en 1921 a la temporada 1994-95 se contabilizaban 2 puntos por victoria; de la temporada 1995-96 a la fecha, 3 puntos por victoria.

## Estadísticas individuales

### Técnicos campeones
A continuación se muestran los entrenadores que fueron campeones de Costa Rica por temporadas.
| Nombre                       | Nacionalidad               | Equipo                                     | Cantidad | Torneos                                                                                           |
| ---------------------------- | -------------------------- | ------------------------------------------ | -------- | ------------------------------------------------------------------------------------------------- |
| Jeaustin Campos              | Bandera de Costa Rica      | Saprissa y Herediano                       | 7        | 2006-2007, Invierno 2007, Verano 2008, Invierno 2008, Invierno 2014, Apertura 2021, Apertura 2022 |
| Marvin Rodríguez             | Bandera de Costa Rica      | Saprissa, Herediano y Municipal Puntarenas | 6        | 1972, 1973, 1974, 1975, 1979, 1986                                                                |
| Odir Jacques                 | Bandera de Brasil          | Herediano y Alajuelense                    | 6        | 1978, 1981, 1983, 1985, Verano 2012, Verano 2015                                                  |
| Óscar Ramírez                | Bandera de Costa Rica      | Alajuelense                                | 5        | Invierno 2010, Verano 2011, Invierno 2011, Invierno 2012, Invierno 2013                           |
| Ismael Melo Quesada          | Bandera de Costa Rica      | Herediano                                  | 4        | 1947, 1948, 1951, 1955*                                                                           |
| Salvador El Indio Buroy Soto | Bandera de Costa Rica      | Alajuelense                                | 4        | 1949*, 1950, 1958, 1966                                                                           |
| Mario Cordero                | Bandera de Costa Rica      | Saprissa                                   | 4        | 1964, 1965, 1968, 1969                                                                            |
| Hernán Medford               | Bandera de Costa Rica      | Saprissa y Herediano                       | 4        | 2003-2004, 2005-2006, Verano 2016, Verano 2017                                                    |
| Vladimir Quesada             | Bandera de Costa Rica      | Saprissa                                   | 4        | Clausura 2018, Clausura 2023, Apertura 2023, Clausura 2024                                        |
| Eladio Rosabal               | Bandera de Costa Rica      | Herediano                                  | 3        | 1924, 1927, 1931                                                                                  |
| Braulio Morales              | Bandera de Costa Rica      | Herediano                                  | 3        | 1930, 1932, 1935                                                                                  |
| Alejandro Morera             | Bandera de Costa Rica      | Alajuelense                                | 3        | 1939, 1941, 1945                                                                                  |
| Jafet Soto                   | Bandera de Costa Rica      | Herediano                                  | 3        | Apertura 2018, Apertura 2024, Clausura 2025                                                       |
| Joaquín Gutiérrez            | Bandera de Costa Rica      | Herediano                                  | 2        | 1921, 1922                                                                                        |
| Eduardo Garnier              | Bandera de Costa Rica      | La Libertad                                | 2        | 1926, 1929                                                                                        |
| Luis Cartín Paniagua         | Bandera de Costa Rica      | Orión y La Libertad                        | 2        | 1944, 1946*                                                                                       |
| Santiago Bonilla             | Bandera de Costa Rica      | Herediano y Uruguay                        | 2        | 1955*, 1963                                                                                       |
| Hugo Tassara                 | Bandera de Chile           | Alajuelense                                | 2        | 1959, 1960                                                                                        |
| Giovanni Rodríguez           | Bandera de Costa Rica      | Saprissa                                   | 2        | 1976*, 1982                                                                                       |
| Iván Mraz                    | Bandera de República Checa | Alajuelense                                | 2        | 1980, 1991                                                                                        |
| Josef Bouska                 | Bandera de República Checa | Saprissa                                   | 2        | 1988, 1989                                                                                        |
| Carlos Linaris               | Bandera de Uruguay         | Saprissa                                   | 2        | 1993-1994, 1994-1995                                                                              |
| Alexandre Guimaraes          | Bandera de Costa Rica      | Saprissa                                   | 2        | 1997-1998, 1998-1999                                                                              |
| Guilherme Farinha            | Bandera de Portugal        | Alajuelense                                | 2        | 1999-2000, 2000-2001                                                                              |
| Jorge Luis Pinto             | Bandera de Colombia        | Alajuelense                                | 2        | 2001-2002, 2002-2003                                                                              |
| Carlos Watson                | Bandera de Costa Rica      | Saprissa                                   | 2        | Invierno 2015, Invierno 2016                                                                      |
| José Giacone                 | Bandera de Argentina       | Pérez Zeledón y Herediano                  | 2        | Apertura 2017, Apertura 2019                                                                      |
| Mauricio Wright              | Bandera de Costa Rica      | Brujas y Saprissa                          | 2        | Invierno 2009, Clausura 2021                                                                      |
| Lorenzo Arias                | Bandera de Costa Rica      | Cartaginés                                 | 1        | 1923                                                                                              |
| Manuel Manolo Rodríguez      | Bandera de Costa Rica      | Libertad                                   | 1        | 1925                                                                                              |
| Jorge Luis Solera            | Bandera de Costa Rica      | Alajuelense                                | 1        | 1928                                                                                              |
| Gilberto Arguedas            | Bandera de Costa Rica      | Herediano                                  | 1        | 1933                                                                                              |
| Rafael Ángel Madrigal        | Bandera de Costa Rica      | Libertad                                   | 1        | 1934                                                                                              |
| Napoleón Aguilar             | Bandera de Costa Rica      | Cartaginés                                 | 1        | 1936                                                                                              |
| Milton Valverde              | Bandera de Costa Rica      | Herediano                                  | 1        | 1937                                                                                              |
| Ricardo Saprissa             | Bandera de El Salvador     | Orión                                      | 1        | 1938                                                                                              |
| Raúl Pacheco                 | Bandera de Costa Rica      | Cartaginés                                 | 1        | 1940*                                                                                             |
| Aníbal Loría                 | Bandera de Costa Rica      | Cartaginés                                 | 1        | 1940*                                                                                             |
| Emmanuel Manolo Amador       | Bandera de Costa Rica      | La Libertad                                | 1        | 1942                                                                                              |
| Fernando Lolito Ruiz         | Bandera de Costa Rica      | Universidad                                | 1        | 1943                                                                                              |
| Pedro Quirce                 | Bandera de Costa Rica      | La Libertad                                | 1        | 1946*                                                                                             |
| José Luis Chime Rojas        | Bandera de Costa Rica      | Alajuelense                                | 1        | 1949*                                                                                             |
| Otto Bumbel                  | Bandera de Brasil          | Saprissa                                   | 1        | 1952                                                                                              |
| José Joaquín Pachico García  | Bandera de Costa Rica      | Saprissa                                   | 1        | 1953                                                                                              |
| Carlos Peucelle              | Bandera de Argentina       | Saprissa                                   | 1        | 1957                                                                                              |
| Eduardo Toba                 | Bandera de España          | Herediano                                  | 1        | Asofutbol 1961                                                                                    |
| Alfredo Fello Vargas         | Bandera de Costa Rica      | Carmen                                     | 1        | Federación 1961                                                                                   |
| Alfredo Piedra               | Bandera de Costa Rica      | Saprissa                                   | 1        | 1962                                                                                              |
| José Ramos                   | Bandera de Argentina       | Saprissa                                   | 1        | 1967                                                                                              |
| Eduardo Viso                 | Bandera de España          | Alajuelense                                | 1        | 1970                                                                                              |
| Juan Colecchio               | Bandera de Argentina       | Alajuelense                                | 1        | 1971                                                                                              |
| Guillermo Hernández          | Bandera de Costa Rica      | Saprissa                                   | 1        | 1976*                                                                                             |
| Jozef Karel                  | Bandera de República Checa | Saprissa                                   | 1        | 1977                                                                                              |
| Álvaro McDonald              | Bandera de Costa Rica      | Alajuelense                                | 1        | 1984                                                                                              |
| Antonio Moyano               | Bandera de España          | Herediano                                  | 1        | 1987                                                                                              |
| Jan Postulka                 | Bandera de República Checa | Alajuelense                                | 1        | 1992                                                                                              |
| Juan Luis Hernández          | Bandera de España          | Herediano                                  | 1        | 1992-1993                                                                                         |
| Valdeir Vieira               | Bandera de Brasil          | Alajuelense                                | 1        | 1995-1996                                                                                         |
| Manuel Keosseian             | Bandera de Uruguay         | Alajuelense                                | 1        | 1996-1997                                                                                         |
| Javier Delgado               | Bandera de Costa Rica      | Alajuelense                                | 1        | 2004-2005                                                                                         |
| Alain Gayhardy               | Bandera de Francia         | Municipal Liberia                          | 1        | Verano 2009                                                                                       |
| Roy Myers                    | Bandera de Costa Rica      | Saprissa                                   | 1        | Verano 2010                                                                                       |
| Marvin Solano                | Bandera de Costa Rica      | Herediano                                  | 1        | Verano 2013                                                                                       |
| Ronald González              | Bandera de Costa Rica      | Saprissa                                   | 1        | Verano 2014                                                                                       |
| Luis Marín                   | Bandera de Costa Rica      | San Carlos                                 | 1        | Clausura 2019                                                                                     |
| Walter Centeno               | Bandera de Costa Rica      | Saprissa                                   | 1        | Clausura 2020                                                                                     |
| Andrés Carevic               | Bandera de Argentina       | Alajuelense                                | 1        | Apertura 2020                                                                                     |
| Géiner Segura                | Bandera de Costa Rica      | Cartaginés                                 | 1        | Clausura 2022                                                                                     |

 * Título obtenido por 2 o más entrenadores en conjunto 

### Técnicos con más partidos dirigidos
| N.º | Técnico             | Nacionalidad          | Partidos | Clubes |
| --- | ------------------- | --------------------- | -------- | --- |
| 1   | Juan Luis Hernández | Bandera de España     | 696      | Belén, Carmelita, Limón, Osa, Ramonense, Cartaginés, Orión, Herediano, Puntarenas FC                                                                     |
| 2   | Marvin Rodríguez    | Bandera de Costa Rica | 683      | San Carlos, Cartaginés, Herediano, Saprissa, Municipal Puntarenas                                                                                        |
| 3   | Antonio Moyano      | Bandera de España     | 618      | Limón, San Carlos, Turrialba, Barrio México, Herediano, Municipal Puntarenas                                                                             |
| 4   | Johnny Chaves       | Bandera de Costa Rica | 602      | Cartaginés, Pérez Zeledón, UCR, San Carlos, Santos, Grecia                                                                                               |
| 5   | Orlando de León     | Bandera de Uruguay    | 583      | Ramonense, Santa Bárbara, Barrio México, Herediano, Liberia, Alajuelense, Pérez Zeledón, Puntarenas FC, Santacruceña, Guanacasteca, Carmelita, Turrialba |
| 6   | Juan José Gámez     | Bandera de Costa Rica | 520      | Generaleña, Cartaginés, Alajuelense, Curridabat, Pérez Zeledón                                                                                           |
| 7   | Carlos Watson       | Bandera de Costa Rica | 511      | Carmelita, Turrialba, Palmares, Herediano, Saprissa, Alajuelense, Uruguay de Coronado                                                                    |
| 8   | Ronald Mora         | Bandera de Costa Rica | 485      | Carmelita, Limón, Santos, Puntarenas FC, Santa Bárbara, Cartaginés, Liberia, Herediano                                                                   |
| 9   | Toribio Rojas       | Bandera de Costa Rica | 465      | Carmelita, Ramonense, San Carlos, Pérez Zeledón, Municipal Puntarenas                                                                                    |
| 10  | Leroy Lewis         | Bandera de Costa Rica | 464      | Limón, Sagrada Familia, Carmelita, San Carlos, Turrialba, Uruguay de Coronado, Alajuelense, Municipal Puntarenas, Guanacasteca                           |

En negrita técnicos que siguen activos.

### Jugadores con más títulos de goleador
| N.º | Jugador                     | Club                                  | Títulos | Temporadas                                               |
| --- | --------------------------- | ------------------------------------- | ------- | -------------------------------------------------------- |
| 1   | Errol Daniels               | Alajuelense                           | 6       | 1964, 1965, 1966, 1967, 1968, 1970                       |
| 2   | Víctor Núñez                | Alajuelense, Liberia, Herediano       | 4       | Invierno 2007, Invierno 2008, Invierno 2009, Verano 2013 |
| =   | Alejandro Morera Soto       | Alajuelense                           | 4       | 1927, 1928, 1930, 1939                                   |
| =   | Álvaro Saborío              | Saprissa, San Carlos                  | 4       | 2003-04, Apertura 2018, Clausura 2019, Apertura 2019     |
| =   | Yendrick Ruiz               | Herediano                             | 4       | Invierno 2014, Verano 2016, Invierno 2016, Apertura 2021 |
| 6   | José Rafael Meza Ivancovich | Cartaginés                            | 3       | 1938, 1940, 1952                                         |
| =   | Juan Ulloa Ramírez          | Alajuelense, San Carlos               | 3       | 1959, 1960, 1966                                         |
| =   | Randall Brenes              | Cartaginés                            | 3       | 2004-05, Invierno 2010, Invierno 2011                    |
| =   | Cristhian Lagos             | Santos                                | 3       | Invierno 2012, Verano 2012, Invierno 2013                |
| =   | Marcel Hernández            | Cartaginés, Herediano                 | 3       | Apertura 2020, Clausura 2022, Apertura 2024              |
| 11  | Claudio Arguedas            | Herediano                             | 2       | 1922, 1925                                               |
| =   | Manuel Zamora               | Herediano                             | 2       | 1935, 1927                                               |
| =   | Rafael Ángel Madrigal       | La Libertad                           | 2       | 1926, 1933                                               |
| =   | Fernando Solano             | Cartaginés, Universidad de Costa Rica | 2       | 1942, 1944                                               |
| =   | Francisco Zeledón           | La Libertad, Alajuelense              | 2       | 1943, 1949                                               |
| =   | Jaime Meza                  | Cartaginés                            | 2       | 1951, 1952                                               |
| =   | Alberto Armijo              | Cartaginés, Universidad de Costa Rica | 2       | 1950, 1961 ASOFUTBOL                                     |
| =   | Roy Sáenz                   | Alajuelense                           | 2       | 1969, 1971                                               |
| =   | Jorge Ulate                 | Alajuelense                           | 2       | 1984, 1985                                               |
| =   | Evaristo Coronado           | Saprissa                              | 2       | 1981, 1988                                               |
| =   | Javier Astúa                | Municipal Puntarenas                  | 2       | 1992, 1993-94                                            |
| =   | Juan Carlos Arguedas        | Alajuelense, Carmelita, Herediano     | 2       | 1994-95, 1999-00                                         |
| =   | Minor Díaz                  | Universidad de Costa Rica, Herediano  | 2       | 2000-01, Verano 2011                                     |
| =   | Jonathan McDonald           | Alajuelense                           | 2       | Verano 2015, Apertura 2017                               |
| =   | Johan Venegas               | Alajuelense                           | 2       | Clausura 2021, Clausura 2023                             |
| =   | Javon East                  | Santos, Saprissa                      | 2       | Clausura 2021, Apertura 2024                             |

En negrita jugadores que siguen activos.

### Jugadores con más campeonatos ganados
| N.º | Jugador               | Club                            | Títulos | Temporadas |
| --- | --------------------- | ------------------------------- | ------- | --- |
| 1   | Edgar Marín           | Saprissa                        | 12      | 1962, 1964, 1965, 1967, 1968, 1969, 1972, 1973, 1974, 1975, 1976, 1977                                                                                          |
| 2   | Fernando Hernández    | Saprissa                        | 11      | 1964, 1965, 1967, 1968, 1969, 1972, 1973, 1974, 1975, 1976, 1977                                                                                                |
| =   | Heriberto Rojas       | Saprissa                        | 11      | 1964, 1965, 1967, 1968, 1969, 1972, 1973, 1974, 1975, 1976, 1977                                                                                                |
| =   | Victor Cordero        | Saprissa                        | 11      | 1993-94, 1994-95, 1997-98, 1998-99, 2003-04, 2005-06, 2006-07, Invierno 2007, Verano 2008, Invierno 2008, Verano 2010                                           |
| =   | Alejandro Alpízar     | Alajuelense, Saprissa           | 11      | 1999-00, 2002-03, 2004-05, 2006-07, Invierno 2007, Verano 2008, Invierno 2008, Invierno 2010, Verano 2011, Invierno 2011, Invierno 2013                         |
| =   | David Guzmán          | Saprissa                        | 11      | Verano 2010, Verano 2014, Invierno 2014, Invierno 2015, Invierno 2016, Clausura 2020, Clausura 2021, Apertura 2022, Clausura 2023, Apertura 2023, Clausura 2024 |
| 7   | Francisco Hernández   | Saprissa                        | 10      | 1967, 1968, 1969, 1972, 1973, 1974, 1975, 1976, 1977, 1982 |
| =   | Marvin Angulo         | Herediano, Saprissa             | 10      | Verano 2012, Verano 2014, Invierno 2014, Invierno 2015, Invierno 2016, Clausura 2018, Clausura 2020, Clausura 2021, Apertura 2022, Clausura 2023                |
| =   | Christian Bolaños     | Saprissa                        | 10      | 2003-04, 2005-06, 2006-07, Invierno 2015, Clausura 2018, Clausura 2020, Clausura 2021, Apertura 2022, Clausura 2023, Apertura 2023                              |
| =   | Ariel Rodríguez       | Saprissa                        | 10      | Verano 2014, Invierno 2014, Invierno 2015, Clausura 2018, Clausura 2020, Clausura 2021, Apertura 2022, Clausura 2023, Apertura 2023, Clausura 2024              |
| 11  | Braulio Morales       | Herediano                       | 9       | 1921, 1922, 1924, 1927, 1930, 1931, 1932, 1933, 1935 |
| =   | José Francisco Porras | Herediano, Saprissa             | 9       | 1992-93, 1997-98, 1998-99, 2003-04, 2005-06, 2006-07, Invierno 2007, Verano 2008, Invierno 2008                                                                 |
| =   | Álvaro Mesén          | Alajuelense, Liberia            | 9       | 1992, 1995-96, 1996-97, 1999-00, 2000-01, 2001-02, 2002-03, 2004-05, Verano 2009                                                                                |
| =   | Try Benneth           | Saprissa, Brujas                | 9       | 1993-94, 1994-95, 2003-04, 2005-06, 2006-07, Invierno 2007, Verano 2008, Invierno 2008, Invierno 2009                                                           |
| =   | Jervis Drummond       | Saprissa                        | 9       | 1997-98, 1998-99, 2003-04, 2005-06, 2006-07, Invierno 2007, Verano 2008, Invierno 2008, Verano 2010                                                             |
| =   | Walter Centeno        | Saprissa                        | 9       | 1997-98, 1998-99, 2003-04, 2005-06, 2006-07, Invierno 2007, Verano 2008, Invierno 2008, Verano 2010                                                             |
| =   | Luis Marín            | Alajuelense                     | 9       | 1995-96, 1996-97, 1999-00, 2000-01, 2001-02, 2002-03, 2004-05, Invierno 2010, Verano 2011                                                                       |
| =   | Esteban Ramírez       | Saprissa, Herediano, San Carlos | 9       | Invierno 2007, Verano 2008, Invierno 2008, Verano 2012, Verano 2013, Verano 2015, Verano 2016, Verano 2017, Clausura 2019                                       |

En negrita jugadores que siguen activos.

### Jugadores con más juegos
| Pos. | Jugador           | Partidos | Período   | Debut         | Retiro        |
| ---- | ----------------- | -------- | --------- | ------------- | ------------- |
| 1    | Marvin Obando     | 685      | 1979-2000 | Herediano     | Puntarenas    |
| 2    | Julio Fuller      | 684      | 1975-1994 | Limonense     | Limonense     |
| 3    | Enrique Díaz      | 676      | 1977-1996 | Limonense     | Saprissa      |
| 4    | Danny Fonseca     | 656      | 1998-2018 | Cartaginés    | Cartaginés    |
| 5    | Allen Guevara     | 647      | 2008-     | Liberia       | -             |
| 6    | Marvin Angulo     | 621      | 2006-     | Herediano     | -             |
| 7    | Félix Montoya     | 619      | 1999-2019 | Saprissa      | Carmelita     |
| 8    | Óscar Granados    | 608      | 2004-2022 | Cartaginés    | Herediano     |
| 9    | Luis Arnáez       | 579      | 1987-2005 | Puntarenas    | Alajuelense   |
| 10   | Keylor Soto       | 576      | 2001-2021 | San Carlos    | San Carlos    |
| 11   | Mauricio Montero  | 557      | 1980-1998 | Ramonense     | Alajuelense   |
| 12   | Wílmer López      | 550      | 1992-2009 | Carmelita     | Carmelita     |
| 13   | Juan Madrigal     | 544      | 2010-     | Barrio México | -             |
| 14   | Óscar Ramírez     | 542      | 1983-2000 | Alajuelense   | Guanacasteca  |
| 15   | Evaristo Coronado | 536      | 1981-1995 | Saprissa      | Saprissa      |
| 16   | Luis Quirós       | 531      | 1986-2000 | Guanacasteca  | Carmelita     |
| 17   | Miguel Lacey      | 530      | 1976-1991 | Limonense     | Guanacasteca  |
| 18   | Víctor Núñez      | 530      | 1999-2019 | Saprissa      | Herediano     |
| 19   | Géiner Segura     | 529      | 1993-2012 | Pérez Zeledón | San Carlos    |
| 20   | Róger Gómez       | 524      | 1986-2002 | Cartaginés    | Osa           |
| 21   | Luis Pérez        | 517      | 2006-2023 | Pérez Zeledón | Pérez Zeledón |
| 22   | Leonel Moreira    | 515      | 2009-     | Herediano     | -             |
| 23   | Jonathan McDonald | 507      | 2003-     | Santa Bárbara | -             |
| 24   | Walter Centeno    | 501      | 1995-2012 | Belén         | Saprissa      |

Jugadores con al menos 500 partidos en Primera División.

### Goleadores
| Pos.                          | Jugador           | Goles | Partidos | Promedio |
| ----------------------------- | ----------------- | ----- | -------- | -------- |
| Máximos goleadores históricos |                   |       |          |          |
| 1                             | Víctor Núñez      | 246   | 530      | 0.46     |
| 2                             | Errol Daniels     | 196   | 242      | 0.81     |
| 3                             | Jonathan McDonald | 183   | 507      | 0.36     |
| 4                             | Roy Sáenz         | 168   | 378      | 0.44     |
| 5                             | Álvaro Saborío    | 167   | 316      | 0.53     |
| 6                             | Leonel Hernández  | 164   | 360      | 0.45     |
| 7                             | Guillermo Guardia | 149   | 463      | 0.32     |
| 8                             | Evaristo Coronado | 148   | 536      | 0.27     |
| 9                             | Alejandro Alpízar | 147   | 429      | 0.34     |
| =                             | Erick Scott       | 147   | 431      | 0.34     |

| Pos.                          | Jugador          | Goles | Club                    | Partidos |
| ----------------------------- | ---------------- | ----- | ----------------------- | -------- |
| Máximos anotadores en finales |                  |       |                         |          |
| 1                             | Víctor Núñez     | 9     | Herediano               |          |
| 2                             | Yendrick Ruiz    | 6     | Herediano               |          |
| 3                             | Juan José Gámez  | 4     | Alajuelense             |          |
| =                             | Erick Scott      | 4     | Alajuelense             |          |
| =                             | Marvin Obando    | 4     | Herediano               |          |
| =                             | Jairo Arrieta    | 4     | Herediano, Saprissa     |          |
| 4                             | Óscar Granados   | 3     | Herediano               |          |
| =                             | Carlos Solano    | 3     | Saprissa                |          |
| =                             | Víctor Cordero   | 3     | Saprissa                |          |
| =                             | Róger Álvarez    | 3     | Herediano               |          |
| =                             | Bernald Mullins  | 3     | Alajuelense             |          |
| =                             | Froylán Ledezma  | 3     | Alajuelense             |          |
| =                             | Álvaro Sánchez   | 3     | Alajuelense, San Carlos |          |
| =                             | Daniel Colindres | 3     | Saprissa                |          |

1. En negrita jugadores que siguen activos.[60][61][62]
2. Anotadores en finales nacionales con 3 o más goles.[63][64]